# アグレミアソン・スポルチーヴァ・アラピラケンセ
アグレミアソン・スポルチーヴァ・アラピラケンセ (ポルトガル語: Agremiação Sportiva Arapiraquense) 、通称ASAは、ブラジル・アラゴアス州アラピラカを本拠地とするサッカークラブである。ASA・デ・アラピラカ (ASA de Arapiraca) と表記されることもある。

## 歴史
かつて同じ都市にあったフェロヴィアリオ・ジ・アラピラカ (Ferroviário de Arapiraca) というクラブがなくなった後、1952年9月25日に実業家と市当局によってアソシアソン・スポルチーヴァ・アラピラケンセ (Associação Sportiva Arapiraquense) として創設された。初代会長にはアントニオ・ペレイラ・ローシャが就いた。
1953年、クラブにとって初のプロフェッショナル大会となるカンピオナート・アラゴアーノに参戦した。ASAは決勝へと進んだが、対戦相手のフェロヴィアリオがASAとの対戦を拒否したため、アラゴアス州サッカー連盟はASAがチャンピオンであると宣言した。これはクラブにとって最初のタイトルでもあった。
1977年9月4日、クラブ名を現在のアグレミアソン・スポルチーヴァ・アラピラケンセに改めた。
1979年、ASAはカンピオナート・ブラジレイロ・セリエAに初参戦し、40位となった。クラブにはその好成績から「アラゴアスの亡霊」(Fantasma das Alagoas) というあだ名が付けられた。
1982年、緑色がクラブカラーのひとつに採り入れられたが、すぐに除かれた。
2000年代にクラブは州選手権で大きな成功をおさめ、2000・2001・2003・2005・2009シーズンに優勝した。2000年にASAはコパ・ジョアン・アヴェランジェのモドゥロ・ヴェルデ（3部相当）に参戦し、第1ステージで敗退した。2001年、コパ・ド・ブラジルに初出場し、1回戦でヴィトーリアに敗れた。2002年、ASAは再び同大会に出場した。1回戦ではパルメイラスを破る番狂わせを見せたが、2回戦でコンフィアンサに敗れた。2009年、カンピオナート・ブラジレイロ・セリエC決勝でASAはアメリカ・ミネイロに敗れ、2位となった。

## クラブカラーとマスコット
クラブカラーは黒と白で、これはかつてのフェロヴィアリオ・ジ・アラピラカと同様である。そのクラブカラーに因んでアウヴィネグロ（Alvinegro、黒と白）というニックネームを持つ。クラブのマスコットはディズニーキャラクターのインク怪人（ブラジルでの名前はマンシャ・ネグラ＝Mancha Negra）である。

## タイトル

### 国内タイトル
- カンピオナート・アラゴアーノ：7回
  - 1953, 2000, 2001, 2003, 2005, 2009, 2011

## 過去の成績
| セリエA優勝 | セリエA準優勝 | 上位リーグ昇格 | 下位リーグ降格 |
| シーズン | リーグ  | 順位     | 勝点     | 試合数   | 勝       | 分       | 敗       | 得点     | 失点     |
| -------- | ------- | -------- | -------- | -------- | -------- | -------- | -------- | -------- | -------- |
| 2006     | セリエC | 参戦せず | 参戦せず | 参戦せず | 参戦せず | 参戦せず | 参戦せず | 参戦せず | 参戦せず |
| 2007     | セリエC | 63位     | 1        | 6        | 0        | 1        | 5        | 3        | 13       |
| 2008     | セリエC | 11位     | 31       | 18       | 9        | 4        | 5        | 33       | 19       |
| 2009     | セリエC | 2位      | 22       | 14       | 6        | 4        | 4        | 21       | 17       |
| 2010     | セリエB | 9位      | 52       | 38       | 16       | 4        | 18       | 53       | 56       |
| 2011     | セリエB | 16位     | 48       | 38       | 13       | 9        | 16       | 44       | 54       |
| 2012     | セリエB | 13位     | 44       | 38       | 13       | 5        | 20       | 48       | 56       |
| 2013     | セリエB | 20位     | 35       | 38       | 11       | 2        | 25       | 41       | 75       |
| 2014     | セリエC | 9位      | 25       | 18       | 7        | 4        | 7        | 23       | 22       |
| 2015     | セリエC | 6位      | 35       | 20       | 10       | 5        | 5        | 25       | 21       |
| 2016     | セリエC | 8位      | 29       | 20       | 7        | 8        | 5        | 19       | 19       |
| 2017     | セリエC |          |          |          |          |          |          |          |          |

## 歴代所属選手
- ハマゾッチ 2014
- ジェフェルソン・バイアーノ 2016-2017